# Église Saint-Michel de Saint-Michel-sur-Rhône
L'église Saint-Michel est l'église du village de Saint-Michel-sur-Rhône dans le département de la Loire. Dédiée à l'archange saint Michel, patron de la France, elle dépend de la paroisse Bienheureux Frédéric Ozanam au pays de Condrieu de l'archidiocèse de Lyon, confiée à l'Institut du Verbe incarné.

## Histoire et description
Il existait une chapelle primitive avant le XIIIe siècle à l'emplacement de cette église construite à cette époque. Elle est reconstruite au XVIIe siècle, seul le chœur à fond plat étant conservé. La nouvelle nef mesure 15 mètres de longueur et 5,70 mètres de largeur, avec une voûte en plein cintre et deux chapelles latérales. Un clocher à flèche est construit en 1875, mais la foudre provoque un incendie en 1907. L'église parvient à être sauvée. L'intérieur est fort simple. Le maître-autel en marbre a été conservé. La cloche baptisée « Jeanne d'Arc » a été bénie en 1937.
En plus des cérémonies habituelles, des concerts classiques y sont donnés pendant l'été.